# Ulakci
Ulakci, o Ulaqchi (in tartaro Улагчи; ... – 1257), è stato un condottiero mongolo, Khan dell'Orda d'Oro e dell'Orda Blu.

## Biografia
Fratello minore o figlio (naturale o adottato) di Sartak, fu Khan dell'Orda d'Oro e dell'Orda Blu per meno di 12 mesi all'età di 10 anni sotto la tutela di suo zio (o prozio) Berke (fratello di Batu, primo Khan dell'Orda d'Oro).